# Pietro Parolin
Pietro Parolin (sinh ngày 17 tháng 1 năm 1955) là một hồng y Công giáo người Ý, ông hiện là Hồng y Quốc vụ khanh Tòa Thánh. Trước đây, ông từng làm Sứ thần Tòa Thánh tại Venezuela. Hiện nay, ông còn đảm nhiệm các trọng trách: Chủ tịch Ủy ban Liên bộ về Các Giáo hội Đặc biệt, Chủ tịch Ủy ban liên bộ về Giáo hội ở Đông Âu, Hồng y Giám Hộ Học viện Giáo hoàng về Giáo hội và Ủy viên của Ủy ban Hồng y giám sát Viện Nghiên cứu Tôn giáo. Năm 2014, Hồng y Parolin được chọn làm Thành viên Hội đồng Hồng y Tư vấn, là hội đồng được thành lập nhằm mục đích trợ giúp Giáo hoàng cai quản Giáo hội Hoàn vũ và Cải cách giáo triều Rôma.

## Tiểu sử
Hồng y Parolin sinh ngày 17 tháng 1 năm 1955 tại Schiavon, Vicenza, Ý. Sau quá trình tu học, ngày 27 tháng 4 năm 1980, ông được thụ phong linh mục bởi Giám mục Arnoldo Onisto, giám mục Giáo phận Vicenza. Tân linh mục cũng trở thành thành viên linh mục đoàn giáo phận này.
Năm 1986, linh mục Parolin về làm việc tại ngành ngoại giao của Tòa Thánh, từng làm việc tại Nigeria, México và Tây Ban Nha. Ông nói được tiếng Ý, tiếng Anh, tiếng Pháp, và tiếng Tây Ban Nha.
Ông được phong tước hiệu Đức ông cùng với chức vụ Thứ trưởng Ngoại giao của Tòa Thánh Vatican. Ông giữ chức thứ trưởng này từ ngày 30 tháng 11 năm 2002.
Ngày 17 tháng 8 năm 2009, Tòa Thánh quyết định chọn linh mục Peitro Parolin làm Tổng giám mục Hiệu tòa Aquipendium, Sứ thần Tòa Thánh tại Venezuela. Tân Tổng giám mục được tấn phong sau đó vào ngày 12 tháng 9. Chủ phong là Giáo hoàng Biển Đức XVI và hai phụ phong là Hồng y Tarcisio Pietro Evasio Bertone, S.D.B., Hồng y Quốc vụ khanh và Hồng y William Joseph Levada, Chủ tịch Uỷ ban Tòa Thánh Ecclesia Dei. Tân giám mục chọn khẩu hiệu:Chi ci separerà dall'amore di Cristo?.
Ngày 15 tháng 10 năm 2013, Tân Giáo hoàng Phanxicô chọn Tổng giám mục Parolin làm Quốc vụ khanh (Tòa Thánh). Ngày 22 tháng 2 năm 2014, Công nghị Hồng y 2014, Giáo hoàng Phanxicô vinh thăng cho Tổng giám mục Parolin tước Hồng y Nhà thờ Santi Simone e Giuda Taddeo a Torre Angela. Ngày 2 tháng 7 năm 2014, Giáo hoàng chọn Hồng y Parolin làm Thành viên Hội đồng Hồng y Tư vấn, trở thành thành viên thứ 9 của Hội đồng. Sau đó, ngày 11 tháng 10, ông đã đến nhận Nhà thờ Hiệu tòa của mình.
Hồng y Parolin cũng đảm nhận các vị trí quan trọng khác: Chủ tịch Ủy ban Liên bộ về Các Giáo hội Đặc biệt (từ ngày 31 tháng 8 năm 2013), Chủ tịch Ủy ban liên bộ về Giáo hội ở Đông Âu (từ ngày 31 tháng 8 năm 2013) Hồng y Giám Hộ Học viện Giáo hoàng về Giáo hội (từ ngày 31 tháng 8 năm 2013) và Ủy viên của Ủy ban Hồng y giám sát Viện Nghiên cứu Tôn giáo (từ ngày 15 tháng 1 năm 2014).
Ngày 28 tháng 6 năm 2018, Giáo hoàng Phanxicô bất ngờ loan báo sẽ cơ cấu lại Hồng y Đoàn, nâng số lượng Hồng y Đẳng Giám mục lên 10 vị, trong đó bổ nhiệm ông là 1 trong 4 thành viên mới của Đẳng Hồng y Giám mục và giữ nguyên Nhà thờ Hiệu tòa.

## Hoạt động ngoại giao

### Việt Nam
Từ năm 2007 đến năm 2012, ông nhiều lần dẫn đầu phái đoàn Tòa Thánh đến thăm Việt Nam và làm việc với chính phủ Việt Nam tại Hà Nội, cùng thảo luận với các viên chức chính phủ Việt Nam về "lộ trình" và những giai đoạn khác nhau của việc bình thường hoá liên lạc ngoại giao giữa Toà Thánh và Việt Nam. Ông đã góp phần làm mối quan hệ giữa Tòa Thánh Vatican và Việt Nam thêm tiến triển theo chiều hướng tốt đẹp.